# Ville-le-Marclet
Ville-le-Marclet é uma comuna francesa na região administrativa de Altos da França, no departamento de Somme. Estende-se por uma área de 8,93 km². Em 2010 a comuna tinha 509 habitantes (densidade: 57 hab./km²).